# 溴敌隆

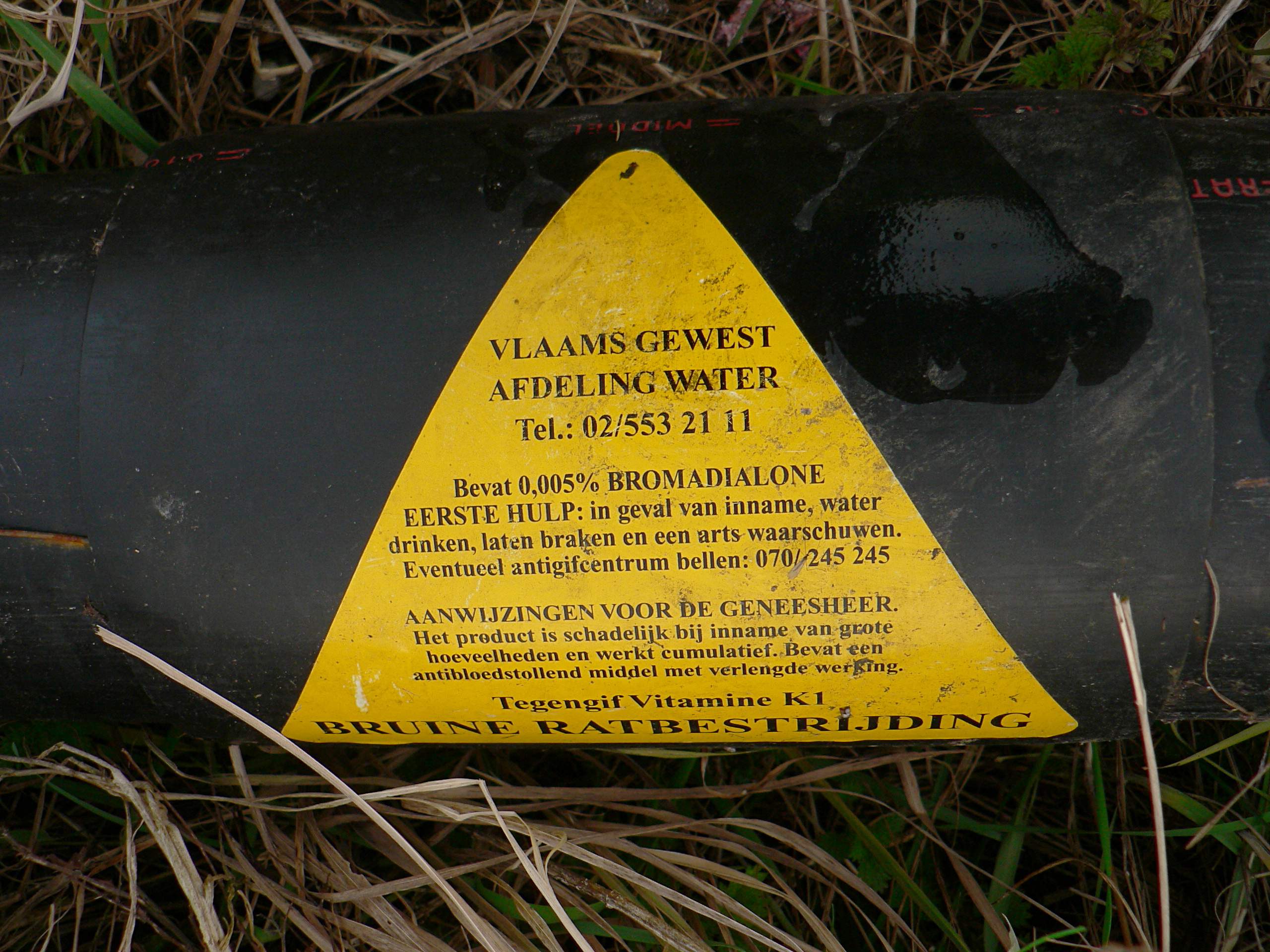
比利時須耳德河堤上一管含有溴敌隆的老鼠藥上的警告標籤

溴敌隆（英語：Bromadiolone）是一種有效的抗凝血劑和滅鼠劑。它是第二代4-羥基香豆素類維生素K拮抗劑，通常被稱為「超級殺鼠靈」，因為它具有更高的效果和中毒時在生物體肝臟中蓄積的傾向。1980年首次引入英國市場時，它對已對第一代抗凝血劑產生耐藥性的囓齒動物種群有效。

## 毒性

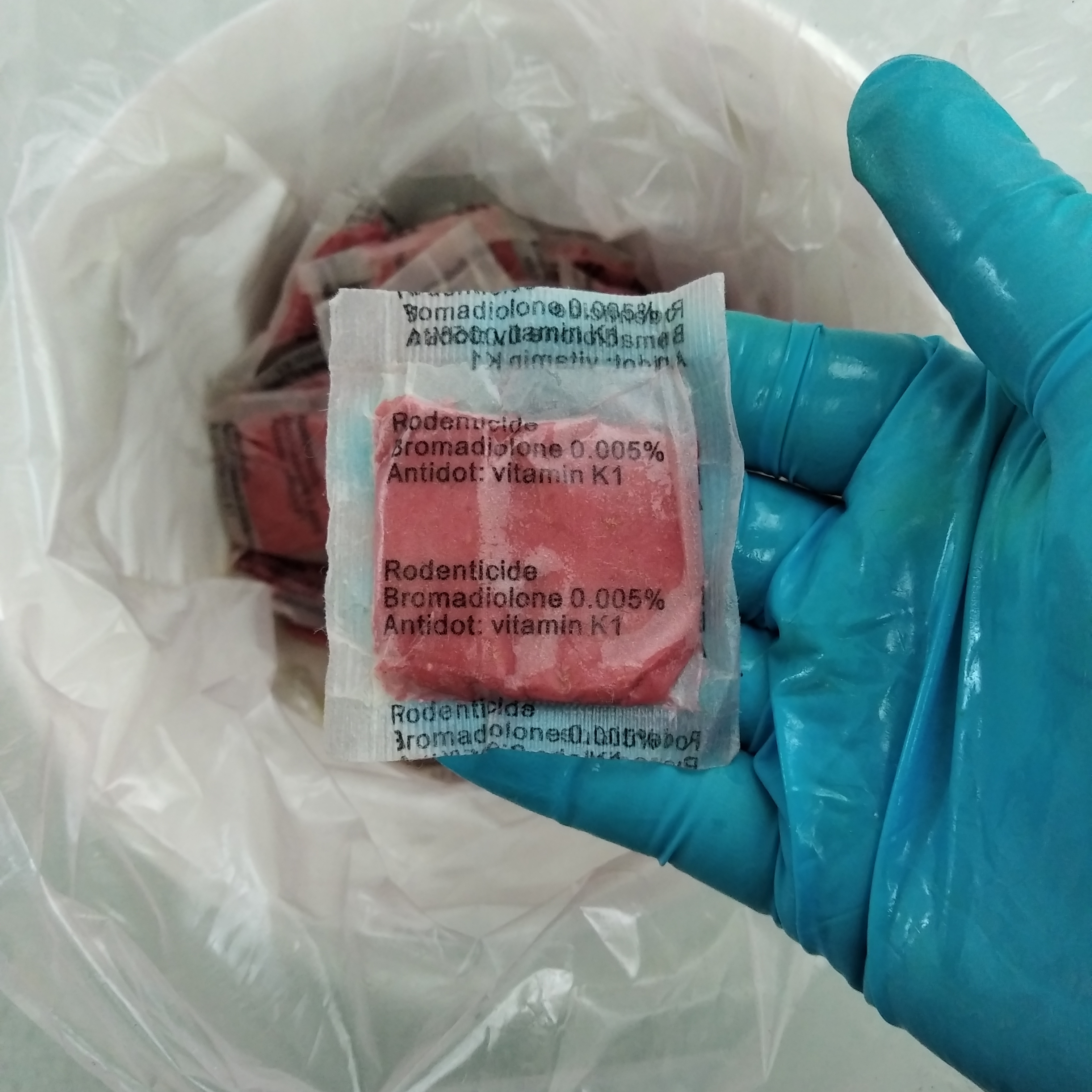
含有溴敌隆（0.005%）的糊狀物

溴敵隆可通過消化道、肺部或皮膚接觸吸收。該物質會導致循環系統缺乏維生素K，並影響血液凝結，最後因內出血而死亡。